# Lista de vitórias da Finlândia na Fórmula 1
Relacionamos a seguir as cinquenta e sete vitórias obtidas pela Finlândia no mundial de Fórmula 1 até o campeonato de 2025.

## Resumo

### Grande proporção de campeões
O primeiro finlandês a se aventurar pela Fórmula 1 foi Leo Kinnunen em 1974, quando empreendeu seis tentativas de disputar uma corrida a partir da Bélgica, embora só tenha participado da etapa realizada na Suécia, abandonando-a por falha no motor. O pioneiro finlandês ainda teve tempo de marcar sua passagem pela Fórmula 1 por ter sido o último piloto a competir usando um capacete aberto e óculos de proteção.
Entretanto foi graças a Keke Rosberg que o país escandinavo alcançou seus primeiros resultados na categoria: nascido na Suécia ele optou pela cidadania finlandesa aos 15 anos e após o início no kart aventurou-se em diferentes categorias pela Europa até estrear na África do Sul em 1978, mas foi ao vencer a prova extracampeonato chamada Daily Express International Trophy que seu nome tornou-se conhecido. Keke Rosberg conquistou seus primeiros pontos na Argentina em 1980 ao chegar em terceiro lugar pela equipe Fittipaldi numa tarde em que Nelson Piquet também assegurou seu primeiro pódio e Alain Prost estreou marcando o primeiro ponto de sua carreira. Transferindo-se para a Williams conquistou sua primeira vitória em Dijon-Prenois, França, local onde foi disputado o Grande Prêmio da Suíça de 1982 e duas etapas mais tarde foi campeão mundial em Las Vegas. Com a aposentadoria de seu campeão os finlandeses viveram de participações discretas na Fórmula 1 até serem impulsionados pelo conjunto McLaren-Mercedes no qual Mika Häkkinen foi bicampeão mundial (1998, 1999) e onde também venceram os pilotos Kimi Räikkönen e Heikki Kovalainen, sendo que o primeiro foi campeão mundial pela Ferrari em 2007 ficando na equipe até 2009 quando sai da Fórmula 1. Retorna pela Lotus em 2012 e vence uma corrida no referido ano e outra em 2013, acertando posteriormente seu retorno à equipe de Maranello. No mesmo ano estreia Valtteri Bottas pela equipe Williams, piloto que viveu a melhor fase de sua vida ao volante da Mercedes.
Ressalte-se o excelente aproveitamento dos finlandeses na Fórmula 1, pois fizeram três campeões mundiais entre nove pilotos que chegaram à categoria.

## Relação de vitórias finlandesas
Em contagem atualizada até 2024, a Finlândia está há três anos sem vencer na Fórmula 1, perfazendo 74 corridas.
- Ano de 1982

| Grande Prêmio | Circuito      | Data da corrida | Vencedor     | Carro    | Motor | Referências |
| ------------- | ------------- | --------------- | ------------ | -------- | ----- | ----------- |
| Suíça         | Dijon-Prenois | 29 de agosto    | Keke Rosberg | Williams | Ford  | [ 9 ]       |

- Ano de 1983

| Grande Prêmio | Circuito   | Data da corrida | Vencedor     | Carro    | Motor | Referências |
| ------------- | ---------- | --------------- | ------------ | -------- | ----- | ----------- |
| Mônaco        | Montecarlo | 15 de maio      | Keke Rosberg | Williams | Ford  | [ 10 ]      |

- Ano de 1984

| Grande Prêmio | Circuito  | Data da corrida | Vencedor     | Carro    | Motor | Referências |
| ------------- | --------- | --------------- | ------------ | -------- | ----- | ----------- |
| Dallas        | Fair Park | 8 de julho      | Keke Rosberg | Williams | Honda | [ 11 ]      |

- Ano de 1985

| Grande Prêmio | Circuito | Data da corrida | Vencedor     | Carro    | Motor | Referências |
| ------------- | -------- | --------------- | ------------ | -------- | ----- | ----------- |
| Detroit       | Detroit  | 23 de julho     | Keke Rosberg | Williams | Honda | [ 12 ]      |
| Austrália     | Adelaide | 3 de novembro   | Keke Rosberg | Williams | Honda | [ 13 ]      |

- Ano de 1997

| Grande Prêmio | Circuito | Data da corrida | Vencedor      | Carro   | Motor    | Referências |
| ------------- | -------- | --------------- | ------------- | ------- | -------- | ----------- |
| Europa        | Jerez    | 26 de outubro   | Mika Häkkinen | McLaren | Mercedes | [ 14 ]      |

- Ano de 1998

| Grande Prêmio | Circuito    | Data da corrida | Vencedor      | Carro   | Motor    | Referências |
| ------------- | ----------- | --------------- | ------------- | ------- | -------- | ----------- |
| Austrália     | Melbourne   | 8 de março      | Mika Häkkinen | McLaren | Mercedes | [ 15 ]      |
| Brasil        | Interlagos  | 29 de março     | Mika Häkkinen | McLaren | Mercedes | [ 16 ]      |
| Espanha       | Barcelona   | 10 de maio      | Mika Häkkinen | McLaren | Mercedes | [ 17 ]      |
| Mônaco        | Montecarlo  | 24 de maio      | Mika Häkkinen | McLaren | Mercedes | [ 18 ]      |
| Áustria       | Spielberg   | 26 de julho     | Mika Häkkinen | McLaren | Mercedes | [ 19 ]      |
| Alemanha      | Hockenheim  | 2 de agosto     | Mika Häkkinen | McLaren | Mercedes | [ 20 ]      |
| Luxemburgo    | Nürburgring | 27 de setembro  | Mika Häkkinen | McLaren | Mercedes | [ 21 ]      |
| Japão         | Suzuka      | 1º de novembro  | Mika Häkkinen | McLaren | Mercedes | [ 22 ]      |

- Ano de 1999

| Grande Prêmio | Circuito    | Data da corrida | Vencedor      | Carro   | Motor    | Referências |
| ------------- | ----------- | --------------- | ------------- | ------- | -------- | ----------- |
| Brasil        | Interlagos  | 11 de abril     | Mika Häkkinen | McLaren | Mercedes | [ 23 ]      |
| Espanha       | Barcelona   | 30 de maio      | Mika Häkkinen | McLaren | Mercedes | [ 24 ]      |
| Canadá        | Montreal    | 13 de junho     | Mika Häkkinen | McLaren | Mercedes | [ 25 ]      |
| Hungria       | Hungaroring | 15 de agosto    | Mika Häkkinen | McLaren | Mercedes | [ 26 ]      |
| Japão         | Suzuka      | 31 de outubro   | Mika Häkkinen | McLaren | Mercedes | [ 27 ]      |

- Ano de 2000

| Grande Prêmio | Circuito          | Data da corrida | Vencedor      | Carro   | Motor    | Referências |
| ------------- | ----------------- | --------------- | ------------- | ------- | -------- | ----------- |
| Espanha       | Barcelona         | 7 de maio       | Mika Häkkinen | McLaren | Mercedes | [ 28 ]      |
| Áustria       | Spielberg         | 16 de julho     | Mika Häkkinen | McLaren | Mercedes | [ 29 ]      |
| Hungria       | Hungaroring       | 13 de agosto    | Mika Häkkinen | McLaren | Mercedes | [ 30 ]      |
| Bélgica       | Spa-Francorchamps | 27 de agosto    | Mika Häkkinen | McLaren | Mercedes | [ 31 ]      |

- Ano de 2001

| Grande Prêmio | Circuito     | Data da corrida | Vencedor      | Carro   | Motor    | Referências |
| ------------- | ------------ | --------------- | ------------- | ------- | -------- | ----------- |
| Grã-Bretanha  | Silverstone  | 15 de julho     | Mika Häkkinen | McLaren | Mercedes | [ 32 ]      |
| EUA           | Indianápolis | 30 de setembro  | Mika Häkkinen | McLaren | Mercedes | [ 33 ]      |

- Ano de 2003

| Grande Prêmio | Circuito | Data da corrida | Vencedor       | Carro   | Motor    | Referências |
| ------------- | -------- | --------------- | -------------- | ------- | -------- | ----------- |
| Malásia       | Sepang   | 23 de março     | Kimi Räikkönen | McLaren | Mercedes | [ 34 ]      |

- Ano de 2004

| Grande Prêmio | Circuito          | Data da corrida | Vencedor       | Carro   | Motor    | Referências   |
| ------------- | ----------------- | --------------- | -------------- | ------- | -------- | ------------- |
| Bélgica       | Spa-Francorchamps | 29 de agosto    | Kimi Räikkönen | McLaren | Mercedes | [ 35 ] [ 36 ] |

- Ano de 2005

| Grande Prêmio | Circuito          | Data da corrida | Vencedor       | Carro   | Motor    | Referências   |
| ------------- | ----------------- | --------------- | -------------- | ------- | -------- | ------------- |
| Espanha       | Barcelona         | 8 de maio       | Kimi Räikkönen | McLaren | Mercedes | [ 37 ]        |
| Mônaco        | Montecarlo        | 22 de maio      | Kimi Räikkönen | McLaren | Mercedes | [ 38 ]        |
| Canadá        | Montreal          | 12 de junho     | Kimi Räikkönen | McLaren | Mercedes | [ 39 ]        |
| Hungria       | Hungaroring       | 31 de julho     | Kimi Räikkönen | McLaren | Mercedes | [ 40 ]        |
| Turquia       | Istambul          | 21 de agosto    | Kimi Räikkönen | McLaren | Mercedes | [ 41 ]        |
| Bélgica       | Spa-Francorchamps | 11 de setembro  | Kimi Räikkönen | McLaren | Mercedes | [ 42 ] [ 36 ] |
| Japão         | Suzuka            | 9 de outubro    | Kimi Räikkönen | McLaren | Mercedes | [ 43 ] [ 44 ] |

- Ano de 2007

| Grande Prêmio | Circuito          | Data da corrida | Vencedor       | Carro   | Motor   | Referências   |
| ------------- | ----------------- | --------------- | -------------- | ------- | ------- | ------------- |
| Austrália     | Melbourne         | 18 de março     | Kimi Räikkönen | Ferrari | Ferrari | [ 35 ] [ 36 ] |
| França        | Magny-Cours       | 1º de julho     | Kimi Räikkönen | Ferrari | Ferrari | [ 45 ]        |
| Grã-Bretanha  | Silverstone       | 8 de julho      | Kimi Räikkönen | Ferrari | Ferrari | [ 46 ]        |
| Bélgica       | Spa-Francorchamps | 16 de setembro  | Kimi Räikkönen | Ferrari | Ferrari | [ 47 ] [ 36 ] |
| China         | Xangai            | 7 de outubro    | Kimi Räikkönen | Ferrari | Ferrari | [ 48 ]        |
| Brasil        | Interlagos        | 21 de outubro   | Kimi Räikkönen | Ferrari | Ferrari | [ 49 ]        |

- Ano de 2008

| Grande Prêmio | Circuito    | Data da corrida | Vencedor          | Carro   | Motor    | Referências |
| ------------- | ----------- | --------------- | ----------------- | ------- | -------- | ----------- |
| Malásia       | Sepang      | 23 de março     | Kimi Räikkönen    | Ferrari | Ferrari  | [ 50 ]      |
| Espanha       | Barcelona   | 27 de abril     | Kimi Räikkönen    | Ferrari | Ferrari  | [ 51 ]      |
| Hungria       | Hungaroring | 3 de agosto     | Heikki Kovalainen | McLaren | Mercedes | [ 52 ]      |

- Ano de 2009

| Grande Prêmio | Circuito          | Data da corrida | Vencedor       | Carro   | Motor   | Referências   |
| ------------- | ----------------- | --------------- | -------------- | ------- | ------- | ------------- |
| Bélgica       | Spa-Francorchamps | 30 de agosto    | Kimi Räikkönen | Ferrari | Ferrari | [ 53 ] [ 36 ] |

- Ano de 2012

| Grande Prêmio | Circuito   | Data da corrida | Vencedor       | Carro | Motor   | Referências |
| ------------- | ---------- | --------------- | -------------- | ----- | ------- | ----------- |
| Abu Dhabi     | Yas Marina | 4 de novembro   | Kimi Räikkönen | Lotus | Renault | [ 54 ]      |

- Ano de 2013

| Grande Prêmio | Circuito  | Data da corrida | Vencedor       | Carro | Motor   | Referências |
| ------------- | --------- | --------------- | -------------- | ----- | ------- | ----------- |
| Austrália     | Melbourne | 17 de março     | Kimi Räikkönen | Lotus | Renault | [ 55 ]      |

- Ano de 2017

| Grande Prêmio | Circuito   | Data da corrida | Vencedor        | Carro    | Motor    | Referências |
| ------------- | ---------- | --------------- | --------------- | -------- | -------- | ----------- |
| Rússia        | Sóchi      | 30 de abril     | Valtteri Bottas | Mercedes | Mercedes | [ 56 ]      |
| Áustria       | Spielberg  | 9 de julho      | Valtteri Bottas | Mercedes | Mercedes | [ 57 ]      |
| Abu Dhabi     | Yas Marina | 26 de novembro  | Valtteri Bottas | Mercedes | Mercedes | [ 58 ]      |

- Ano de 2018

| Grande Prêmio | Circuito | Data da corrida | Vencedor       | Carro   | Motor   | Referências |
| ------------- | -------- | --------------- | -------------- | ------- | ------- | ----------- |
| EUA           | Austin   | 21 de outubro   | Kimi Räikkönen | Ferrari | Ferrari | [ 59 ]      |

- Ano de 2019

| Grande Prêmio | Circuito  | Data da corrida | Vencedor        | Carro    | Motor    | Referências |
| ------------- | --------- | --------------- | --------------- | -------- | -------- | ----------- |
| Austrália     | Melbourne | 17 de março     | Valtteri Bottas | Mercedes | Mercedes | [ 60 ]      |
| Azerbaijão    | Baku      | 28 de abril     | Valtteri Bottas | Mercedes | Mercedes | [ 61 ]      |
| Japão         | Suzuka    | 13 de outubro   | Valtteri Bottas | Mercedes | Mercedes | [ 62 ]      |
| EUA           | Austin    | 3 de novembro   | Valtteri Bottas | Mercedes | Mercedes | [ 63 ]      |

- Ano de 2020

| Grande Prêmio | Circuito  | Data da corrida | Vencedor        | Carro    | Motor    | Referências |
| ------------- | --------- | --------------- | --------------- | -------- | -------- | ----------- |
| Áustria       | Spielberg | 5 de julho      | Valtteri Bottas | Mercedes | Mercedes | [ 64 ]      |
| Rússia        | Sóchi     | 27 de setembro  | Valtteri Bottas | Mercedes | Mercedes | [ 65 ]      |

- Ano de 2021

| Grande Prêmio | Circuito | Data da corrida | Vencedor        | Carro    | Motor    | Referências |
| ------------- | -------- | --------------- | --------------- | -------- | -------- | ----------- |
| Turquia       | Istambul | 10 de outubro   | Valtteri Bottas | Mercedes | Mercedes | [ 66 ]      |

## Vitórias por equipe
- McLaren: 30
- Ferrari: 10
- Mercedes: 10
- Williams: 5
- Lotus F1: 2